# Fáklya (folyóirat, 1946–1989)
Fáklya a Román Kommunista Párt (RKP) tartományi bizottságának hetilapjaként indult Nagyváradon 1946. augusztus 11-én, számozás szerint a Csehi Gyula szerkesztésében már 1945. január 16-tól kiadott Új Élet folytatásaként; 1947. május 19-től a párt Bihar megyei napilapja. A rendszerváltáskor, 1989-ben szűnt meg.

## Szerkesztői, munkatársai, témák
Az első főszerkesztő Robotos Imre, utóda Feleki Károly (1947–48), Kovács János (1948), Varga Jenő (1949–53), Kis Imre (1954–56), Lukács László (1957–68), Lakatos András (1969–74) és Illés Ferenc (1974-től). Kezdettől fogva a lap belső munkatársa Gyárfás Endre, Kovács János, Simon Magda, Vajnovszki Kázmér. Amíg hetilap, különösen bő az irodalmi és művelődési anyaga: ideológiai cikkeket közölt Varga B. László, publicisztikát hozott Bárdos László, riportokat Ember György, filmkritikákat Simon Magda és színházi kritikát Robotos Imre tollából. Ady, József Attila, Zelk Zoltán, Lányi Sarolta, Gyárfás Endre, Rajcsányi Károly, Szüdy György versei mellett Nagy István, Hornyák József, Kovai Lőrinc elbeszéléseivel találkozunk hasábjain, a lap fordításokat közölt Szurkov és Louis Aragon írásaiból.
Amikor átalakult napilappá, az iparfejlesztés és a mezőgazdaság átalakítása került előtérbe, például Tüzes Karácson mezőgazdasági szakcikkei. Gazdag a riportanyaga. Az 1960-as évek végétől arculatában mind több helyet kapott a tudomány, irodalom és művészet. Heti rovatai az irodalmi jellegű "Látóhatár", a "Gazdasági figyelő" és a magazinszerű "Hétvége"; havonta jelentkezett az "Ifjúsági figyelő", az "Ember és életmód", a "Tudomány-technika" és a "Nőkről a nőknek" rovataival. Napilap-szakaszában közölte Horváth Imre, Sütő András, Bajor Andor, Tóth István, Fábián Sándor, Bonczos István, Gábor Ferenc verseit és prózai írásait, Kovács János és Köteles Pál irodalomtörténeti és irodalompolitikai tanulmányait.
A lapnál kiváló riportergárda alakult ki: Implon Irén és Nagy Béla szociográfiai indíttatású riportokkal, Fábián Imre a folklórból merítő, Antal Ferenc, Kiss Sándor, Kovács Lajos és Pető Pál társadalmi és gazdaságpolitikai írásokkal szerepelt. Publicistái közül Papp Imre és Tőke Csaba emelkedett ki.
A művelődési és művészeti részben Boros Endre, Bölöni Sándor, Domokos Eszter, Messzer László, Gy. Szabó Gyula irodalmi szintű tudósításokat közölt. A lap külön oldalakat szentelt Ady, Eminescu, Móricz Zsigmond, Iosif Vulcan, Tabéry Géza és mások emlékének; fiatal költőket és prózaírókat (Máté Imre, Gittai István, Kőrössi P. József, Varga Gábor, Török Miklós) indított pályájukra, beszámolt a nagyváradi és nagyszalontai irodalmi körök tevékenységéről.
Bihari Napló címen 1970 decemberétől időszakonként önálló mellékletet adott ki, melyek Nagyvárad és Bihar megye gazdasági, társadalmi és művelődési életének keresztmetszetét adták. Kiemelkedtek a helységrendezési, közéleti, ipargazdasági, képzőművészeti, előadóművészeti, néprajzi, oktatáspolitikai, turisztikai és a "bihari emberről" szóló súlypontos számok.

## Rovatok
- Ifjúsági Figyelő 1971. július 23-án indult rovat. Célkitűzése, hogy a korosztályukat érintő társadalompolitikai kérdések napirenden tartásával a fiatalok valóságlátását fejlessze. Változatos tartalmát jobbára riportok, beszélgetések alkották. Kezdetben havonta egyszer teljes oldalnyi terjedelemben, 1974-től havonta kétszer négy hasábon jelent meg. Irányítója Pető Pál, a Fáklya politikai és társadalmi reszortjának vezetője. Felelős szerkesztői: Nagy Béla (1971–73), Tőke Csaba (1973–76), Péli Elemér (1977–79), Nagy L. Róbert (1979–81. április 1.), majd Halász Erzsébet. A nyomdai tér jobb kihasználása végett 1983 februárjában egybeolvadt az Iskola és Élet c. rovattal, s Ifjúság címen jelent meg.